# Луківська сільська громада
Луківська сільська об'єднана територіальна громада — колишня об'єднана територіальна громада в Україні, в Самбірському районі Львівської області. Адміністративний центр — село Луки.
Площа громади — 54,7 км², населення — 3620 мешканців (2021).
Утворена 9 серпня 2015 року шляхом об'єднання Купновицької та Луківської сільських рад Самбірського району.
Перспективним планом формування територій громад Львівської області (2020 рік) було передбачено ліквідацію громади з приєднанням території до складу Рудківської міської громади Самбірського району.
Ліквідована 12 червня 2020 року шляхом включення до Рудківської міської громади.

## Склад територіальної громади
У складі громади 7 сіл:
| Населений пункт | Населення |
| --------------- | --------- |
| Луки            | 2955      |
| Острів          | 710       |
| Чернихів        | 447       |
| Загір'я         | 177       |
| Купновичі       | 472       |
| Ваньковичі      | 345       |
| Нижнє           | 275       |